# Hervé Dubuisson
Pour les articles homonymes, voir Dubuisson.
Hervé Dubuisson est un joueur français de basket-ball né le 8 août 1957 à Douai. Il est considéré comme l'un des meilleurs joueurs de l'histoire du basket-ball français. Il figure en 2004 dans la première promotion de l'Académie du basket-ball français et est intronisé aux Gloires du Sport en 2012. Son neveu, Victor Dubuisson, est golfeur professionnel.

## Biographie

### Carrière de joueur

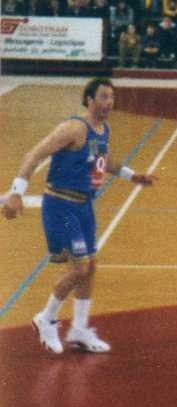
Sous le maillot de Montpellier lors de la saison 1998-1999.

Détenteur de la plupart des records du basket-ball français, Dubuisson est considéré comme un des joueurs français les plus doués de l'histoire d'avant l'ère de la génération Parker. « C'est le plus bel attaquant pur qu'il y ait jamais eu dans le basket français », estime le consultant Jacques Monclar. Sur le plan collectif, il n'a pourtant pas connu la consécration que son talent lui promettait.
Très tôt intégré au basket-ball professionnel et à l'Équipe de France senior, il laisse peut-être passer sa chance lorsqu'il ne donne pas suite aux propositions des recruteurs universitaires américains.
Il commence en seniors à Denain lors de la saison 1972-1973, à 15 ans et deux mois, un record de précocité. Quelques mois plus tôt, il devenait le plus jeune joueur à disputer un match de coupe d'Europe (à 14 ans et dix mois), en Coupe Korać. Il est sélectionné en équipe de France pour disputer la Coupe d'Europe des nations en 1974. Avec 259 sélections, il est aujourd'hui encore le joueur le plus capé de l'histoire du basket-ball français. 
En 1984, il participe à la Summer League NBA avec les Nets du New Jersey où figure également le Brésilien Oscar Schmidt. Il est ainsi le premier joueur français à revêtir un maillot de la National Basketball Association. Un exploit qui lui vaut la couverture de L'Équipe magazine avec le titre : « Le rêve américain ». De son côté, la presse sportive américaine le qualifie du « blanc qui sautait au-dessus des buildings ». Son manque de qualités défensives et la méfiance des franchises NBA à l'égard des étrangers l'empêchent cependant de s'imposer sur les parquets américains. Il retourne donc au Stade français, avec qui il est sous contrat.
Le 21 novembre 1985 à Équeurdreville, l'Équipe de France, entraînée par Jean Galle, celui que ses amis appelle Dub', affronte la Grèce dans le cadre des qualifications au Mondial 1986. Ce soir-là, il inscrit 51 points, un record pour un joueur de la sélection française. Mais, au bout de trois prolongations, la Grèce de Níkos Gális (36 points) s'impose 130 à 126.
En championnat, il marque 55 points en 1989 lors d'une rencontre entre le Racing Paris et l'ASPO Tours. Au total, il marque 50 points ou plus 5 fois au cours de sa carrière en championnat de France. Il est le meilleur marqueur de l'histoire du championnat.
Joueur d'une longévité exceptionnelle, il est sacré MVP du All-Star Game LNB 1994, à presque 37 ans, avant de rejoindre le BCM Gravelines de Jean Galle.

### Carrière d'entraîneur et accident
Reconverti en tant qu'entraîneur de Montpellier Basket en 1996 puis de l'Olympique d'Antibes en 1997, il fait son retour à 41 ans en tant que joueur sous les couleurs du Montpellier Basket en 1998 (dont il devient ensuite l'entraîneur), inscrivant 30 points contre Besançon et établissant un ultime record de 25 saisons au plus haut niveau.
Engagé par le très ambitieux SLUC Nancy en 1999 en tant qu'entraîneur, il est frappé par un terrible accident de la circulation le 10 mai 2001. Percuté à moto près de son domicile à son retour de l'entraînement par un automobiliste qui prend la fuite, sa carrière d'entraîneur est brutalement et définitivement interrompue. C'est son adjoint, Sylvain Lautié qui lui succède à la tête du SLUC Nancy, club qui décroche en Russie contre le Lokomotiv Mineralnye Vody Rostov le premier titre européen du Club en Coupe Korać. Après plusieurs mois de coma et deux années de rééducation intensive sur la Côte d'Azur, Hervé Dubuisson, épouse début 2005 en l'Église russe de Nice, la Franco-Bulgare Madlena Staneva (en), légende du basket-ball féminin européen.
Par la suite, Hervé Dubuisson est membre du Comité d'honneur de l'Académie du basket-ball français chargé de désigner au Panthéon de ce sport les Légendes du basket-ball français. Il met sa notoriété au profit d'actions humanitaires comme l'Association Petits Princes.
Il est intronisé aux Gloires du sport français au sein de la promotion 2012 lors d'une cérémonie au sein du CNOSF.
À compter de mars 2015, il est le conseiller sportif du Président des Sharks d'Antibes, l'équipe de ProA de l'Olympique d'Antibes Juan-les-Pins.
Sa biographie Hervé Dubuisson, une vie en suspension (Stéphanie Augé, Éditions Ipanema) est parue en octobre 2015.
Le 30 novembre 2022, la salle des sports de Marquise (Pas-de-Calais) est baptisée salle Hervé Dubuisson .

## Palmarès et records
Son palmarès en club se limite à deux titres de champion de France avec Le Mans en 1978 et 1979. Il est par la suite huit fois meilleur marqueur français (en 1980, 1981, 1982, 1983, 1984, 1985 et 1987, 1989), mais aucun titre ni même de finale ne viennent enrichir son palmarès. Il est également désigné MVP français Maxi-Basket du championnat en 1984.
Hervé Dubuisson est considéré comme le deuxième meilleur marqueur de l'histoire de la Pro A, avec les statistiques officielles commençant lors de la saison 1982-1983. Ces statistiques lui comptent 7 749 points alors qu'il en est officieusement le meilleur marqueur avec 12 557 points en comptant les points marqués avant la saison 1982-1983. Dubuisson est également le 28e passeur de l'histoire du championnat de France de basket-ball de première division avec 969 passes décisives.
Dubuisson cumule les records avec l'équipe de France. Il est le meilleur marqueur de tous les temps en équipe de France avec 3 916 points, et recordman des points marqués sur un match contre la Grèce (51 points). Il compte également 259 sélections en équipe de France de basket-ball, ce qui constitue également le record de l'équipe française.

## Parcours

### Joueur
- 1973-1975 :  Denain (Nationale 1)
- 1975-1980 :  SCM Le Mans (Nationale 1)
- 1980-1982 :  Antibes (Nationale 1)
- 1982-1986 :  Stade français (Nationale 1)
- 1984 :  New Jersey Nets (NBA Summer League)
- 1986-1993 :  Racing Club de Paris (N 1 A)
- 1993-1994 :  Sceaux (Pro A)
- 1994-1995 :  Gravelines (Pro A)
- 1995-1996 :  Nancy (Pro A)
- 1996-1997 :  Montpellier (Pro A)
- 1998-1999 :  Montpellier (Pro A)

### Entraîneur
- 1996-1997 :  Montpellier (Pro A)
- 1997-1999 :  Antibes (Pro A)
- 1999-2001 :  Nancy (Pro A)
- À compter de 2015 : conseiller sportif du président du club d'Antibes (Pro A)

## Distinctions
- RMC Sport Award d'honneur en 2015 : « RMC Sport Games : le palmarès »
- Chevalier de la Légion d'honneur (2024)

## Pour approfondir
- Records de points en championnat de France
- Équipe de France de basket-ball
- ITW Hervé Dubuisson - Part 1 : Mon meilleur souvenir, mes 51 points en Equipe de France sur basketretro.com
- ITW Hervé Dubuisson - Part 2 : Avoir toujours une attitude positive quand on joue au basket sur basketretro.com